# Reiterdenkmal
El Monumento ecuestre, más conocido bajo su nombre alemán original Reiterdenkmal y el nombre Südwester Reiter (Jinete del Suroeste), es una estatua en Windhoek, capital de Namibia. Fue inaugurado el 27 de enero de 1912, en el cumpleaños del emperador alemán Guillermo II. El monumento honra a los soldados y civiles que murieron en el lado alemán de la guerra Herero y Namaqua entre 1904 y 1907, situación que causó controversia sobre su papel actual en una Namibia democrática que se ha despojado de su ocupación colonial y obtuvo plena independencia.